# Полюховичі
Полюховичі гербу Наленч (пол. Poluchowicz) — литовсько-руський шляхетський рід польського походження.

## Походження
Перша згадка про рід належить до 1458 року з книги Дорогочинського суду. Вони спочатку мешкали в Підляському місті Соколув-Підляський (нині місто входить до складу Мазовецького воєводства). Потім перебралися у Мазовію. Спершу їх вважали селянами, які отримали землю. У 1526 році за сумлінність і за активний захист угідь від зазіхань волинського князя Чорторийського, їм присвоєно статус бояр, а також надано додаткові угіддя. 1537 року ці привілеї підтвердила королева Бона Сфорца і удостоїла їх статусом шляхетства. 1549 року Луціан Полюхович і ще четверо його братів побудували маєток і заклали нове село Серники (нині село входить до складу Рівненської області, Україна). Коли Річ Посполита припинила своє існування, Полюховичі були незадоволені новою владою. Брали участь в антиросійських повстаннях 1830 і 1863 р. Вони дбайливо зберігали грамоти від польських королів і великих князів литовських.